# Unie personalne w historii Polski
Unie personalne w historii Polski – Korona Królestwa Polskiego wielokrotnie wchodziła w unie personalne z sąsiednimi państwami. Od 1385 państwo polskie wiązała prawie bez przerwy unia polsko-litewska, która w 1569 w wyniku zawarcia unii lubelskiej legła u podstaw utworzenia Rzeczypospolitej Obojga Narodów. Po 1572 r. w wyniku kolejnych wolnych elekcji, tron polski obejmowali władcy państw, które pozostawały tym samym w unii personalnej z Rzecząpospolitą. Po 1795 nieudaną próbą wskrzeszenia unii polsko-saskiej było oddanie tronu księcia warszawskiego elektorowi Saksonii Fryderykowi Augustowi I.
| Unie personalne w historii Polski | Unie personalne w historii Polski |
| --------------------------------- | --- |
| 1003–1004                         | unia polsko-czeska za Bolesława Chrobrego |
| 1300–1306                         | unia polsko-czeska za Wacława II i Wacława III |
| 1305–1306                         | unia polsko-czesko-węgierska za Wacława II i Wacława III |
| 1370–1382                         | unia polsko-węgierska za Ludwika Węgierskiego |
| 1385–1440, 1447–1492 i 1501–1569  | unia polsko-litewska za Władysława Jagiełły, Władysława III Warneńczyka, Kazimierza IV, Aleksandra I Jagiellończyka, Zygmunta I Starego i Zygmunta II Augusta |
| 1440–1444                         | unia polsko-węgierska za Władysława III Warneńczyka |
| 1574–1575                         | unia polsko-francuska za Henryka Walezego |
| 1576–1586                         | unia polsko-Siedmiogrodzka za Stefana Batorego |
| 1592–1599                         | unia polsko-szwedzka za Zygmunta III Wazy |
| 1697–1706 i 1709–1763             | unia polsko-saska za Augusta II Mocnego i Augusta III |
| 1807–1815                         | unia polsko-saska (Księstwa Warszawskiego z Saksonią Fryderyka Augusta I)                                                                                     |
| 1815–1831                         | unia polsko-rosyjska (Królestwa Polskiego z Rosją Aleksandra II i Mikołaja I Romanowa)                                                                        |